# 觀霧豆蘭
觀霧豆蘭（学名：Bulbophyllum kuanwuensis）为蘭科豆蘭屬下的一个种。

## 扩展阅读
- 維基物種上的相關：觀霧豆蘭